# Condado de Hardeman (Texas)
O condado de Hardeman é um dos 254 condados do estado norte-americano do Texas. A sede do condado é Quanah, e sua maior cidade é Quanah.
O condado possui uma área de 1 805 km² (dos quais 4 km² estão cobertos por água), uma população de 4 724 habitantes, e uma densidade populacional de 3 hab/km² (segundo o censo nacional de 2000).
O condado foi criado em 1858.